# 塔瓷螺
塔瓷螺（学名：Apicalia hians），是瓷螺科塔瓷螺屬的一种。主要分布于台湾，常栖息在浅海珊瑚礁、岩石底。